# Xernà

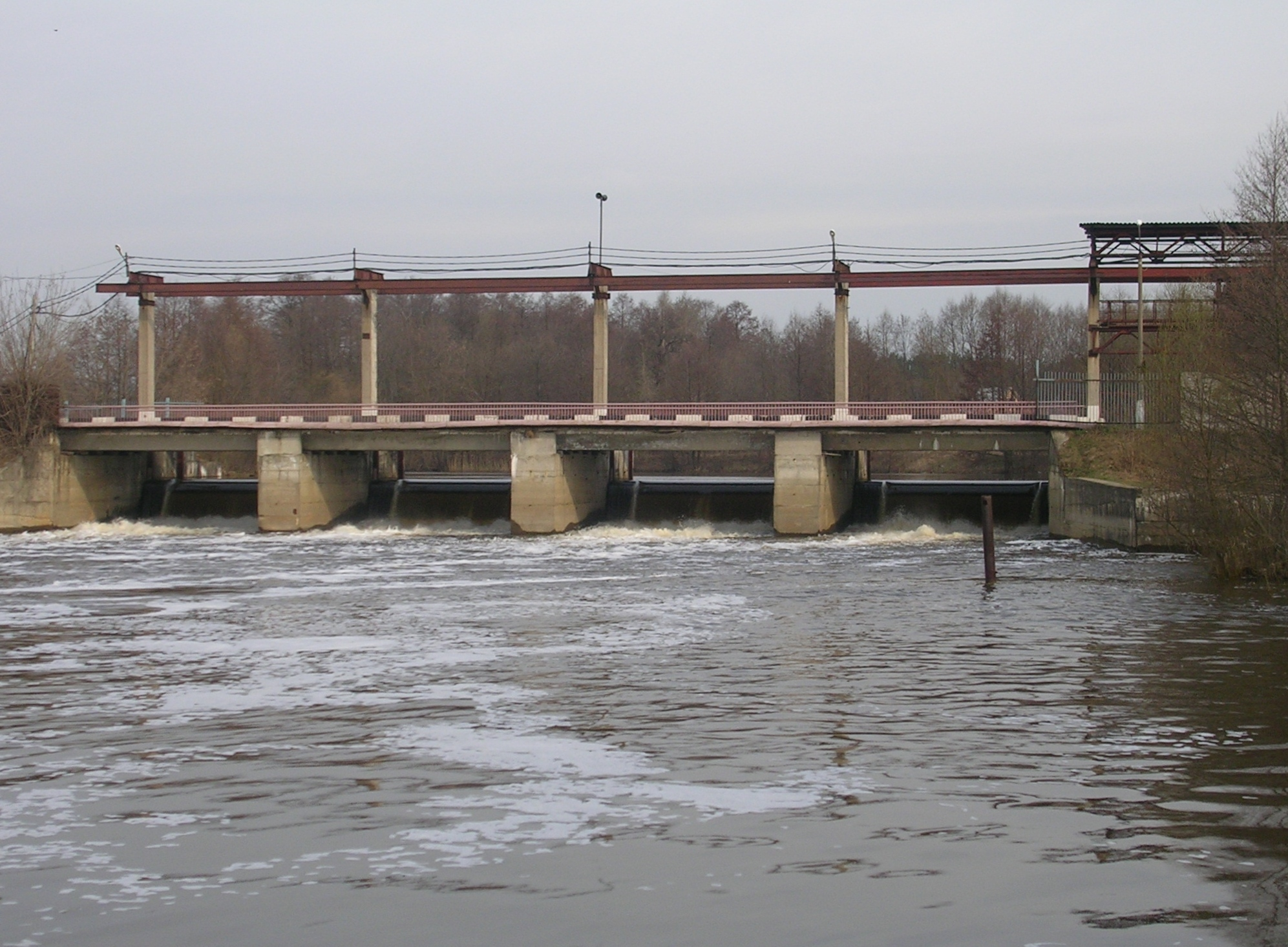
Presa sobre el riu a Karavàievo.

El Xernà - Шерна (rus) - és un riu que passa per les províncies de Moscou i de Vladímir, és un afluent de l'esquerra del Kliazma, a la conca hidrogràfica del Volga a través de l'Okà.
Neix la unió dels rius Móloktxa i Vondiga i desemboca al Kliazma quatre kilòmetres per sota de Noguinsk, prop de Bolxoie Bunkovo.
A la vora del riu hi ha ciutats com Gorki, Pérxino, Alénino, Filípovskoie, Zaretxe, Timóixkino, Slédovo, Mamontovo, Kalitino, Karabànovo, Karavàievo i Bogoslobo.
Té una llargària de 89 km, amb una amplada de 20-40 m i una profunditat mitjana de 2 m. L'àrea de la conca hidrogràfica és de prop de 1.860 km². Els afluents principals del riu són el Móloktxa i el Séraia, el Koixinka, el Melioza, el Xirenka, el Kilenka, el Dubenka, el Polovinka i el Boróvaia.